# Elizabeth Wilson
Elizabeth Welter Wilson (Grand Rapids, 4 aprile 1921 – New Haven, 9 maggio 2015) è stata un'attrice statunitense, la cui carriera ha spaziato per sette decenni tra cinema, teatro e televisione.

## Biografia
Nel 1972 vinse un Tony Award alla miglior attrice non protagonista in un'opera teatrale per la sua interpretazione in Sticks and Bones a Broadway.
È morta a New Haven il 9 maggio 2015 all'età di 94 anni.

## Filmografia

### Cinema
- Notorious - L'amante perduta (Notorious), regia di Alfred Hitchcock (1946)
- Picnic, regia di Joshua Logan (1955)
- I giganti uccidono (Patterns), regia di Fielder Cook (1956)
- La divina (The Goddess), regia di John Cromwell (1958)
- Il tunnel dell'amore (The Tunnel of Love), regia di Gene Kelly (1958)
- Divieto d'amore (Happy Anniversary), regia di David Miller (1959)
- Gli esclusi (A Child Is Waiting), regia di John Cassavetes (1963)
- Gli uccelli (The Birds), regia di Alfred Hitchcock (1963)
- The Tiger Makes Out, regia di Arthur Hiller (1967)
- Il laureato (The Graduate), regia di Mike Nichols (1967)
- Comma 22 (Catch-22), regia di Mike Nichols (1970)
- Piccoli omicidi (Little Murders), regia di Alan Arkin (1971)
- Il giorno del delfino (The Day of the Dolphin), regia di Mike Nichols (1973)
- Prigioniero della seconda strada (The Prisoner of Second Avenue), regia di Melvin Frank (1975)
- Dalle 9 alle 5... orario continuato (Nine to Five), regia di Colin Higgins (1980)
- The Incredible Shrinking Woman, regia di Joel Schumacher (1981)
- Agenzia omicidi (Grace Quigley), regia di Anthony Harvey (1985)
- The Believers - I credenti del male (The Believers), regia di John Schlesinger (1987)
- A proposito di Henry (Regarding Henry), regia di Mike Nichols (1991)
- La famiglia Addams (The Addams Family), regia di Barry Sonnenfeld (1991)
- Quiz Show, regia di Robert Redford (1994)
- La vita a modo mio (Nobody's Fool), regia di Robert Benton (1994)
- A Royal Weekend, regia di Roger Michell (2012)

### Televisione
- The United States Steel Hour – serie TV, 3 episodi (1954-1960)
- Kraft Television Theatre – serie TV, 2 episodi (1955)
- I detectives (The Detectives) – serie TV, episodio 1x33 (1960)
- Armstrong Circle Theatre – serie TV, 1 episodio (1961)
- The Nurses – serie TV, 2 episodi (1962-1965)
- Assistente sociale (East Side/West Side) – serie TV, 26 episodi (1963-1964)
- Destini (Another World) – serie TV, 1 episodio (1964)
- Dark Shadows – serie TV, 2 episodi (1966)
- Arcibaldo (All in the Family) – serie TV, 1 episodio (1975)
- Doc – serie TV, 24 episodi (1975-1976)
- Visions – serie TV, 1 episodio (1979)
- Great Performances – serie TV, 1 episodio (1984)
- Morningstar/Eveningstar – serie TV, 7 episodi (1986)
- Delta – serie TV, 4 episodi (1994)
- La signora in giallo (Murder, She Wrote) – serie TV, 1 episodio 12x05 (1995)
- Dellaventura – serie TV, 1 episodio (1997)
- Terra promessa (Promised Land) – serie TV, 1 episodio (1998)
- Law & Order: Criminal Intent – serie TV, 1 episodio (2002)

## Doppiatrici italiane
Nelle versioni in italiano delle opere in cui ha recitato, Elizabeth Wilson è stata doppiata da:
- Dhia Cristiani in I giganti uccidono, Piccoli omicidi, Prigioniero della seconda strada
- Anna Miserocchi in La divina
- Flaminia Jandolo in Gli uccelli
- Wanda Tettoni in Divieto d'amore
- Micaela Giustiniani in Gli esclusi
- Benita Martini ne Il laureato
- Claudia Giannotti ne La famiglia Addams
- Cristina Grado in Quiz Show
- Gabriella Genta ne La vita a modo mio